# 에스타디오 카를로스 타르티에레 (1932년)
에스타디오 카를로스 타르티에레(스페인어: Estadio Carlos Tartiere)는 스페인 아스투리아스 주 오비에도에 있었던 다목적 경기장이다. 이 경기장은 본래 레알 오비에도의 안방 경기를 열었다. 이 경기장의 기능은 2000년에 카를로스 타르티에레 신구장으로 옮겨졌다.

## 역사
개장 당시 경기장의 소재 동네 이름을 따 부에나비스타 경기장으로 알려졌던 경기장으로, 1932년 4월 24일에 개장하여 스페인과 유고슬라비아 간의 경기가 이 경기장에서 치러진 첫 경기가 되었다. 이 경기장에서 1호골을 기록한 주인공은 레알 오비에도의 공격수인 이시드로 랑가라였다.
이 경기장은 1958년에 레알 오비에도의 창립자이자 구단의 초대 회장이었던 카를로스 타르티에레를 추모하기 위해 그의 이름을 땄다.
이 경기장은 1982년 FIFA 월드컵을 개최하기 위해 보수 작업을 거쳤다. 대회 본선에서 이 경기장은 세 경기를 주최했다.
팝 음악의 거성 마이클 잭슨이 1992년 9월 21일에 위험한 세계 일주의 스페인 공연을 이 곳의 25,000명 관중 앞에서 했다. 기타 연주가 슬래시도 "흑과 백" 공연을 이 곳에서 했다.
이 경기장에서 열린 마지막 경기는 2000년 5월 20일 레알 오비에도와 레알 소시에다드 간의 라 리가 경기였다.
이 경기장의 본래 수용 인원은 22,500명이었으나, 1998년에 좌석 전용 구장으로 개조되면서 16,500명으로 줄었다. 그로 인해 신 구장 건설의 필요성이 대두되었다.
결국 이 경기장의 기능은 2000년에 지어진 동명의 신구장에게 넘겨주었고, 이 경기장은 2003년에 철거되었다.

## 1982년 FIFA 월드컵
이 경기장은 1982년 FIFA 월드컵에서 다음 세 경기를 주최했다:
| 날짜            | 팀 1   | 결과 | 팀 2       | 라운드              | 관중 수 |
| --------------- | ------ | ---- | ---------- | ------------------- | ------- |
| 1982년 6월 17일 | 칠레   | 0–1  | 오스트리아 | 2조 (1차 조별 리그) | 22,500  |
| 1982년 6월 21일 | 알제리 | 0–2  | 오스트리아 | 2조 (1차 조별 리그) | 22,000  |
| 1982년 6월 24일 | 알제리 | 3–2  | 칠레       | 2조 (1차 조별 리그) | 16,000  |